# La torre Eiffel (Seurat)
La torre Eiffel es un cuadro al óleo sobre panel realizado en 1889 por el pintor francés Seurat, que se conserva en el Young Memorial Museum de San Francisco, Estados Unidos. 
El cuadro, de pequeñas dimensiones, muestra a la torre Eiffel todavía en construcción, sin el último piso. Otros pintores de la época, como Camille Pissarro, disconformes con la construcción del monumento de metal directamente lo boicotearon no representándolo en sus obras. 
Debe recordarse que 1889 fue el año de la Exposición Universal de París, donde la mayor atracción fue sin duda la torre erigida por el ingeniero Gustave Eiffel.
La obra está pintada mediante la técnica puntillista.